# Lessertia brachypus
Lessertia brachypus är en ärtväxtart som beskrevs av William Henry Harvey. Lessertia brachypus ingår i släktet Lessertia och familjen ärtväxter. Inga underarter finns listade i Catalogue of Life.